# Shen Yuan
Shen Yuan (Chinois simplifié: 沈远; pinyin: shěn yuān), née en 1959 à Xian de Xianyou, est une artiste française née en Chine.

## Biographie
Née en 1959, à Xian de Xianyou, Shen Yuan s'est installé à Paris en 1990. Elle a obtenu son diplôme dans Académie de l'art en Chine en 1982, puis a commencé à pratiquer dans le groupe Xiamen Dada, un groupe d'artistes connu pour sa découverte de l'art avant-gardiste radical dans le Sud de la Chine. En 1990, elle s'installe à Paris en France avec son mari artiste Huang Yong Ping.
Son œuvre "le crâne de la terre", réalisée en 2011, a été achetée par Bernard Magrez, qui l'expose en permanence devant son hôtel-restaurant La Grand Maison, en guise de trait d'union entre l'hôtel et l'Institut culturel situé en face, de l'autre côté de la rue.